# 库埃瓦斯德尔韦塞罗
库埃瓦斯德尔韦塞罗，是西班牙安达卢西亚自治区马拉加省的一个市镇。 总面积16平方公里，总人口1880人（2001年），人口密度118人/平方公里。